# Fluda minuta
Fluda minuta är en spindelart som beskrevs av George William Peckham och Elizabeth Maria Gifford Peckham 1893. Fluda minuta ingår i släktet Fluda och familjen hoppspindlar. Inga underarter finns listade i Catalogue of Life.